# Hagelkreuzstraße 26 (Mönchengladbach)

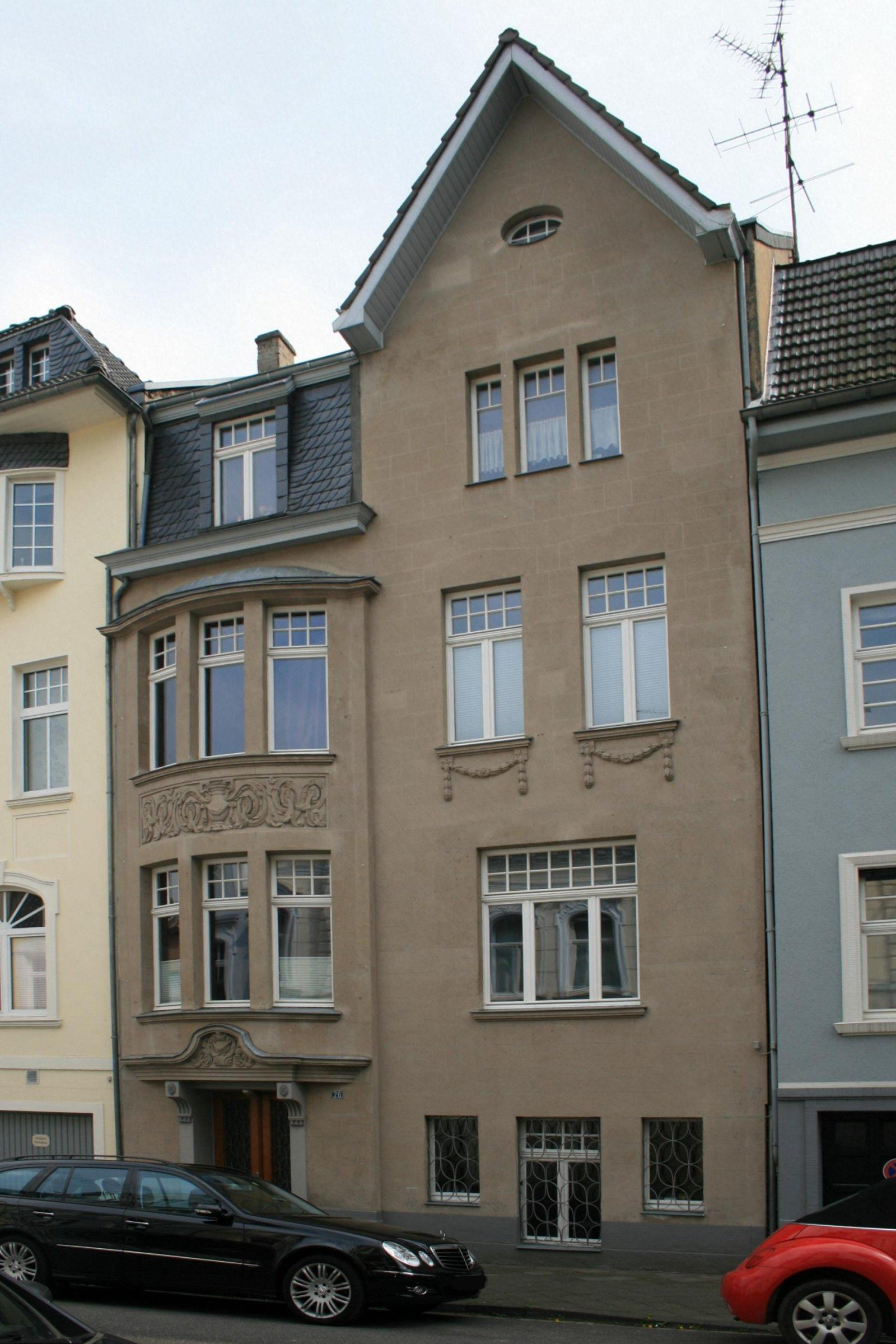
Wohnhaus (2010)

Das Wohnhaus Hagelkreuzstraße 26 steht in Mönchengladbach (Nordrhein-Westfalen).
Das Gebäude wurde 1911 erbaut. Es wurde unter Nr. H 081  am 6. Dezember 1994 in die Denkmalliste der Stadt Mönchengladbach eingetragen.

## Architektur
Im nördlichen Stadterweiterungsgebiet in einer städtebaulich exponierten Wohngegend zwischen dem Neuen Wasserturm und dem Bunten Garten steht auf längsrechteckigem Grundriss errichtetes Wohnhaus von zwei Geschossen mit ausgebautem Mansardgeschoss.
Aufwändige Putzfassade in kostspieliger Natursteinimitation. Hochausgebildetes Souterrain mit separatem, von zwei Rechteckfenstern flankierten Zugang. Asymmetrische Fassadengliederung unter Betonung der Eingangsachse mittels eines knapp vorgewölbten, zweigeschossigen Erkers; die rechte Haushälfte ist höher und breiter dimensioniert und durch einen spitzen Dreiecksgiebel ausgezeichnet. Unregelmäßige Fenstergliederung bei variierend proportionierten Rechteckfenstern. Gleichförmig hochrechteckig ausgebildet sind in beiden Geschossen die drei schmalen Öffnungen des Erkers; breiter formuliert ist das dreigeteilte Fenster des Hochparterres, während die beiden des Obergeschosses den üblichen Hochrechteckfenstern entsprechen.
Im Giebelfeld drei zu einer Gruppe zusammengefasste, schmale Öffnungen; darüber ein liegendes Ochsenauge und in der senkrechten Dachfläche ein einzelnes Rechteckfenster. Die zurückhaltende, fein modellierte Stuckornamentik beschränkt sich auf eine konsolgestützte Giebelverdachung des Eingangs und vegetabilisch ausgebildeten Brüstungsschmuck in Formen des Jugendstils.